# Phasia takanoi
Phasia takanoi är en tvåvingeart som först beskrevs av Agnieszka Draber-Mońko 1965.
Phasia takanoi ingår i släktet Phasia och familjen parasitflugor. Inga underarter finns listade i Catalogue of Life.